# Eduardo Pérez (beisbolista)
Eduardo Rafael Pérez (4 de mayo de 1968, Ciudad Ojeda, Zulia, Venezuela]) es un exreceptor venezolano de béisbol profesional y actualmente entrenador de banco de los Atlanta Braves en Grandes Ligas y mánager de los Navegantes del Magallanes en la LVBP. Anteriormente jugó en Grandes Ligas con los Atlanta Braves, Cleveland Indians y Milwaukee Brewers entre 1995 y 2005. Es conocido por ser el receptor personal del lanzador Greg Maddux durante su estadía como jugador con los Bravos. En Estados Unidos se le conoce como Eddie Pérez.

## Carrera profesional

### Jugador
Pérez fue firmado por los Bravos de Atlanta como agente libre aficionado en 1986. Pasó ocho temporadas en el sistema de ligas menores de los Bravos hasta llegar a la filial Clase AAA, los Bravos de Richmond. En 1994, fue nombrado el Jugador Más Valioso de la Liga Venezolana de Béisbol Profesional. Registró un promedio de bateo de .265 con 19 dobles y 40 carreras impulsadas con Richmond en 1995, antes de debutar en Grandes Ligas con los Bravos el 10 de septiembre de 1995. El 15 de septiembre, su primer juego como titular, conectó un jonrón como el primer hit de su carrera. Formó parte del equipo que ganó la Serie Mundial de 1995, pero no llegó a participar en ningún encuentro.
Pérez sirvió como el suplente del receptor titular Javy López, pero para junio de 1996 asumió el papel de receptor personal de Greg Maddux, un trabajo anteriormente en manos de Charlie O'Brien. En la temporada de 1996 los Bravos ganaron el Campeonato de la Liga Nacional, pero perdieron la Serie Mundial ante los Yankees de Nueva York.
El 17 de septiembre de 1997, Pérez conectó un grand slam contra los Gigantes de San Francisco, permitiendo a los Bravos empatar la marca de 11 grand slams para un equipo en una temporada. Con Pérez como su receptor, Maddux terminó el año con efectividad de 2.20, la segunda mejor en la Liga Nacional, y una vez más se aseguraron la corona de la División Este de la Liga Nacional. Los Bravos barrieron a los Astros de Houston en tres partidos en la Serie Divisional, antes de perder en la Serie de Campeonato de la Liga Nacional ante los Marlins de Florida, eventuales campeones de la Serie Mundial de 1997. Ese mismo año en Venezuela fue objeto de un cambio donde pasaba de los Tigres de Aragua a las Águilas del Zulia junto con el jardinero Felipe Jiménez y el lanzador Fernando Mejías (luego dejado en libertad) por Pedro Castellano, Carlos Quintana (dejado libre al poco tiempo) y Blas Cedeño.
Pérez tuvo su mejor año en 1998, cuando registró un promedio de bateo de .336, junto con un porcentaje de embasarse de .404 en 61 juegos. Cometió un solo error en 305 oportunidades totales para un porcentaje de fildeo de .997. Su relación de trabajo con Maddux siguió mejorando, con Maddux como líder de la Liga Nacional con 5 blanqueadas y un promedio de carreras limpias de 2.22. Los Bravos una vez más reclamaron la corona de la División Este de la Liga Nacional y vencieron a los Cachorros de Chicago en tres partidos en la Serie Divisional. Pérez conectó un grand slam en el octavo episodio del definitivo Juego 3 de la serie. Sin embargo, la temporada de los Bravos terminó cuando perdieron ante los Padres de San Diego en la Serie de Campeonato.
En 1999, Pérez jugó como receptor titular cuando Javy López sufrió una lesión en un ligamento de la rodilla derecha a finales de julio y se perdió el resto de la temporada. Registró un promedio de bateo de .249, junto con 7 cuadrangulares, 30 carreras impulsadas y terminó cuarto en la liga en porcentaje de fildeo y en el factor de rango. Los Bravos ganaron su quinto título consecutivo de la División Este de la Liga Nacional y luego vencieron a los Astros de Houston en cuatro partidos en la Serie Divisional.
En la Serie de Campeonato de la Liga Nacional de 1999 contra los Mets de Nueva York, Pérez, normalmente conocido por sus habilidades defensivas, se convirtió en un destacado ofensivo. Conectó un cuadrangular en el Juego 1 para ayudar a los Bravos ganar 4-2. En el Juego 2 conectó un jonrón de dos carreras en la sexta entrada que rompió un empate 2-2. En el decisivo Juego 6 Pérez contribuyó con un sencillo de dos carreras en la victoria de los Bravos por 10-9 en 11 entradas. Totalizó 10 hits en 20 turnos al bate para un promedio de .500 junto con 2 cuadrangulares y 5 carreras impulsadas para ganarse el premio de Jugador Más Valioso de la Serie de Campeonato de la Liga Nacional. En la Serie Mundial de 1999, los Bravos fueron barridos por los Yankees de Nueva York.
En mayo de 2000, Pérez sufrió un desgarro del manguito rotador y perdió toda la temporada. Volvió a lesionarse el mismo hombro en marzo de 2001 y sólo apareció en 5 partidos esa temporada. En marzo de 2002, Pérez fue cambiado a los Indios de Cleveland que estaban en necesidad de un receptor suplente. Pérez se convirtió en prescindible después de que los Bravos adquirieron al receptor Henry Blanco.
Pérez pasó la temporada 2002 como suplente de Einar Díaz y se le concedió la agencia libre al final del año. En enero de 2003, firmó un contrato para jugar con los Cerveceros de Milwaukee. Jugó ese año compartiendo la posición con Keith Osik, siendo titular en tres de cada cinco juegos. Bateó para promedio de .315 a mediados de temporada, pero fue disminuyendo para terminar la temporada con un promedio de .271, junto con máximos de su carrera en jonrones (11) y carreras impulsadas (45).
En diciembre de 2003, Pérez firmó un contrato para volver a jugar para los Bravos. Se desempeñó como receptor reserva de Johnny Estrada en 2004 y 2005. El 18 de mayo de 2004, fue el último bateador que enfrentó Randy Johnson para conseguir el juego perfecto, ponchándose como bateador emergente en lugar del lanzador Mike Hampton, debido a sus excelentes números de por vida contra Johnson (6 hits en 13 turnos al bate). Sufrió una tendinitis en su hombro derecho durante la temporada de 2005 y fue colocado en la lista de lesionados durante la mayor parte de la temporada. Mientras estuvo en la lista de lesionados, fue reemplazado por Brian McCann, quien finalmente asumió como receptor titular de los Bravos. Pérez retornó al equipo para hacer una última aparición en la liga, entrando como bateador emergente el 27 de septiembre de 2005 a la edad de 37 años.

### Entrenador

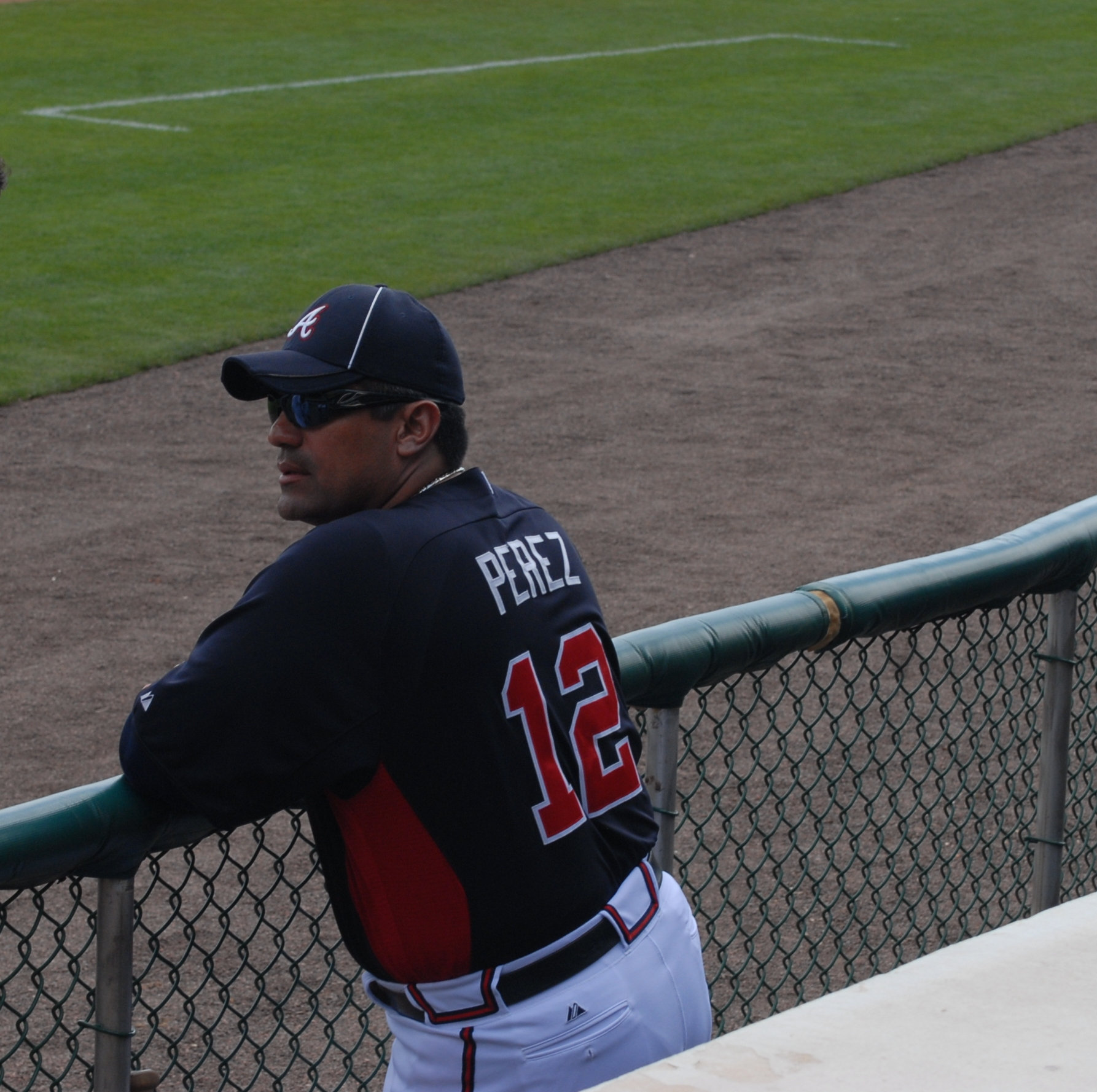
Pérez en los entrenamientos primaverales.

En 2006, Pérez fue un jugador-entrenador con los Bravos de Mississippi de Clase AA. El mánager Bobby Cox nombró a Pérez como su preparador de bullpen para la temporada 2007. Cuando Fredi González fue nombrado el mánager de los Bravos para la temporada 2011, él conservó a Pérez como su entrenador de bullpen.
Pérez fue contratado como mánager de las Águilas del Zulia de la liga invernal venezolana durante dos temporadas, 2008-2010, y regresó al equipo en la temporada de 2014. En 2015, Pérez fue el mánager de los Tigres de Aragua, coronándose como campeón esa misma temporada, además de ser el primer mánager criollo en titular a los bengalíes.
El 13 de agosto de 2014, Pérez, su esposa y su hija se naturalizaron ciudadanos estadounidenses. Pérez, quien conserva su ciudadanía venezolana, ha vivido en el área de Atlanta desde 1994.